# 蒲窩青少年中心

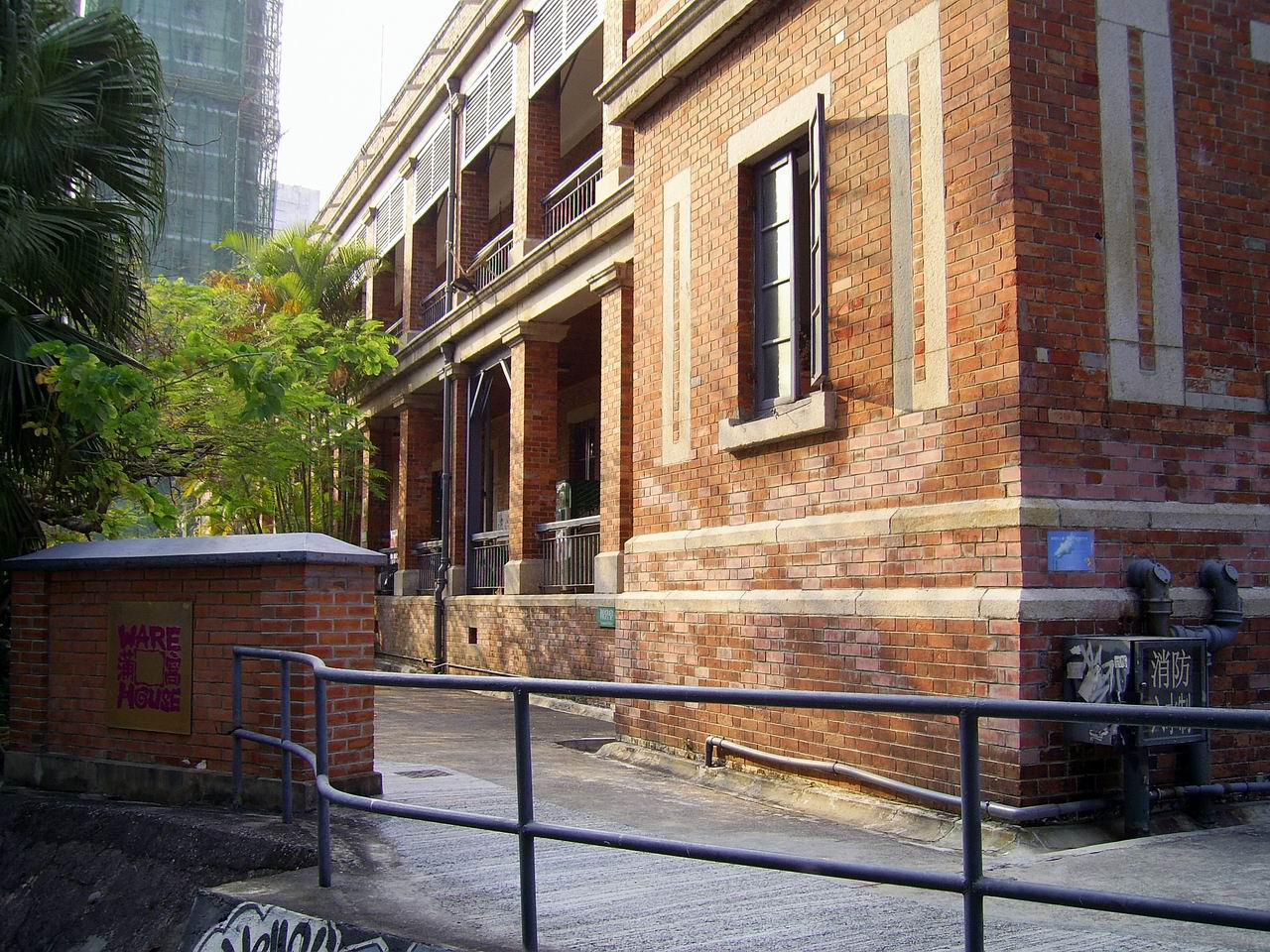
蒲窩青少年中心

蒲窩青少年中心（The Warehouse Teenage Club，簡稱蒲窩）是香港一個以青少年為服務對象的民間組織，於1992年由當時任教於香港大學解剖學的方維德教授（Professor Frank White）倡導成立，是一個專為香港13-25歲青少年，提供一個安全的環境，讓他們自我創作、多元發展的非牟利慈善團體，以免青少年沉迷酒精和濫用藥物。
李宗德於1998年接任為蒲窩的主席，透過香港第一個社會企業和富慈善基金投入資源和人力，成為旗下的策略夥伴，創造更多空間和學習機會。而香港賽馬會多年來亦共捐款700萬港元支持蒲窩舉辦不同活動。

## 會址
蒲窩會址位於香港仔石排灣，佔地45,000呎，原為香港仔警署，於1891年落成，建築面積逾10,000平方呎，分別為主樓、低座及附翼大廈3座大樓，樓高兩層，以紅磚蓋建成。1941年日本人入侵香港期間，警署被炸毀，日本人改作為臨時刑場，殺人無數，所有歐籍警察被押往赤柱集中營關押，很多人在營中人間蒸發或做苦工致死，令戰後警署傳出很多鬧鬼傳聞。直至1969年新香港仔警署落成後，此處一度改為水警訓練學校，後來作為毒品調查科財富調查組的辦公室，直至1989年被空置。
方維德於1992年成立蒲窩後，由於經費有限，初時並無固定會址，以貨櫃箱作為會址，於1993年經過香港總督夫人林穎彤（Lavender Thornton Patten）的協助下，獲得以象徵式收費使用此座舊警署為會址，於1995年經過全面維修後，由蒲窩青少年中心接收為會址，於同年4月29日由林穎彤女士主持揭幕。此幢建築物後來被古物古蹟辦事處列為香港三級歷史建築。
由於白蟻蛀蝕，蒲窩青少年中心一度成為危樓而需要關閉，至2002年獲得香港賽馬會捐款以修葺後，才可以繼續營運。
2009年12月18日，其主樓及附屬建築物被升格列為為香港二級歷史建築。

## 設施
蒲窩青少年中心設有鼓房、樂器練習室、塗鴉練習場、舞蹈室、活動室、會議室、紅靴咖啡室、創客空間（Makerspace)、攀石場等供會員及團體使用。

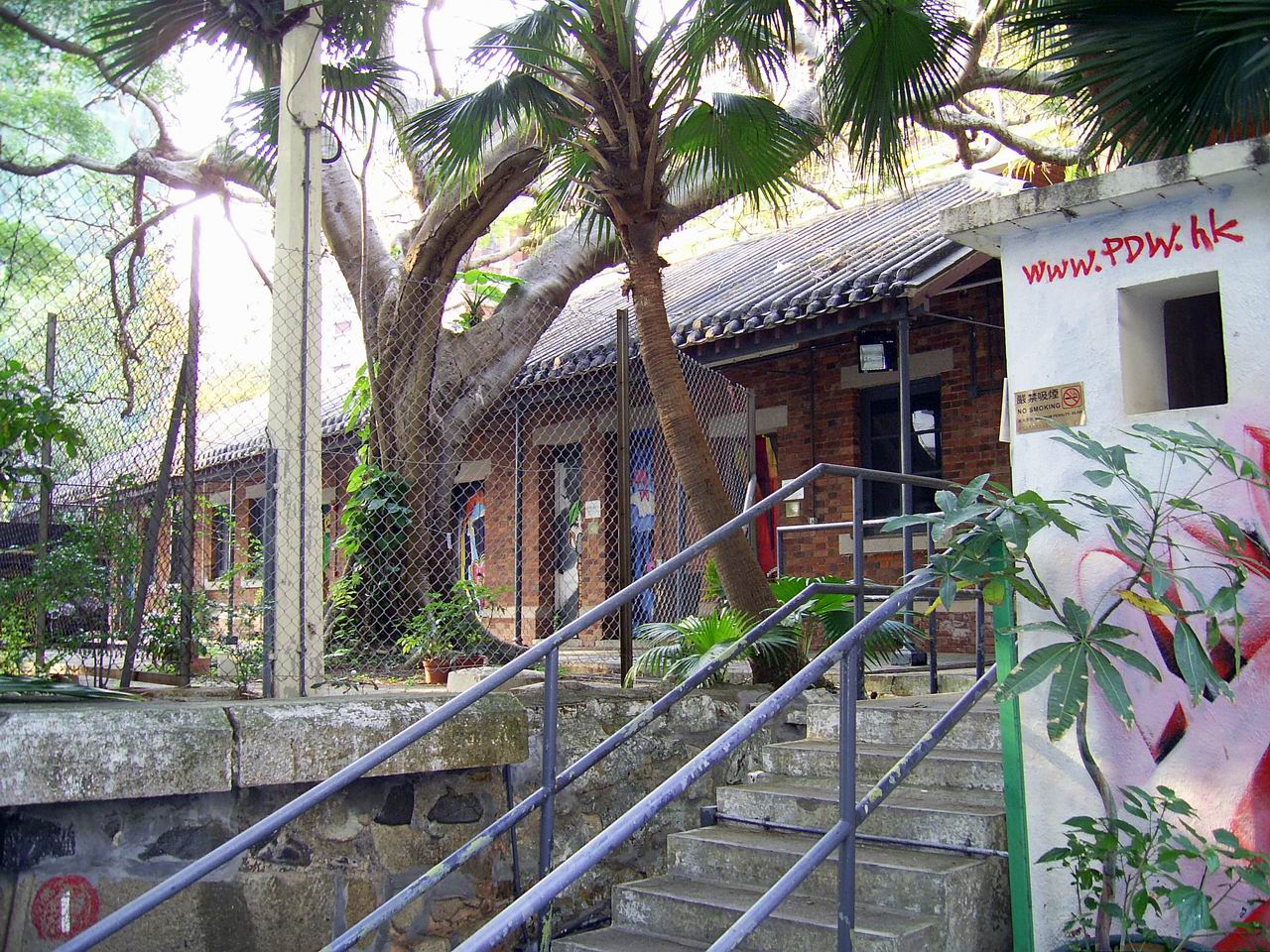
環境資源中心位於低座（現已暫停開放）
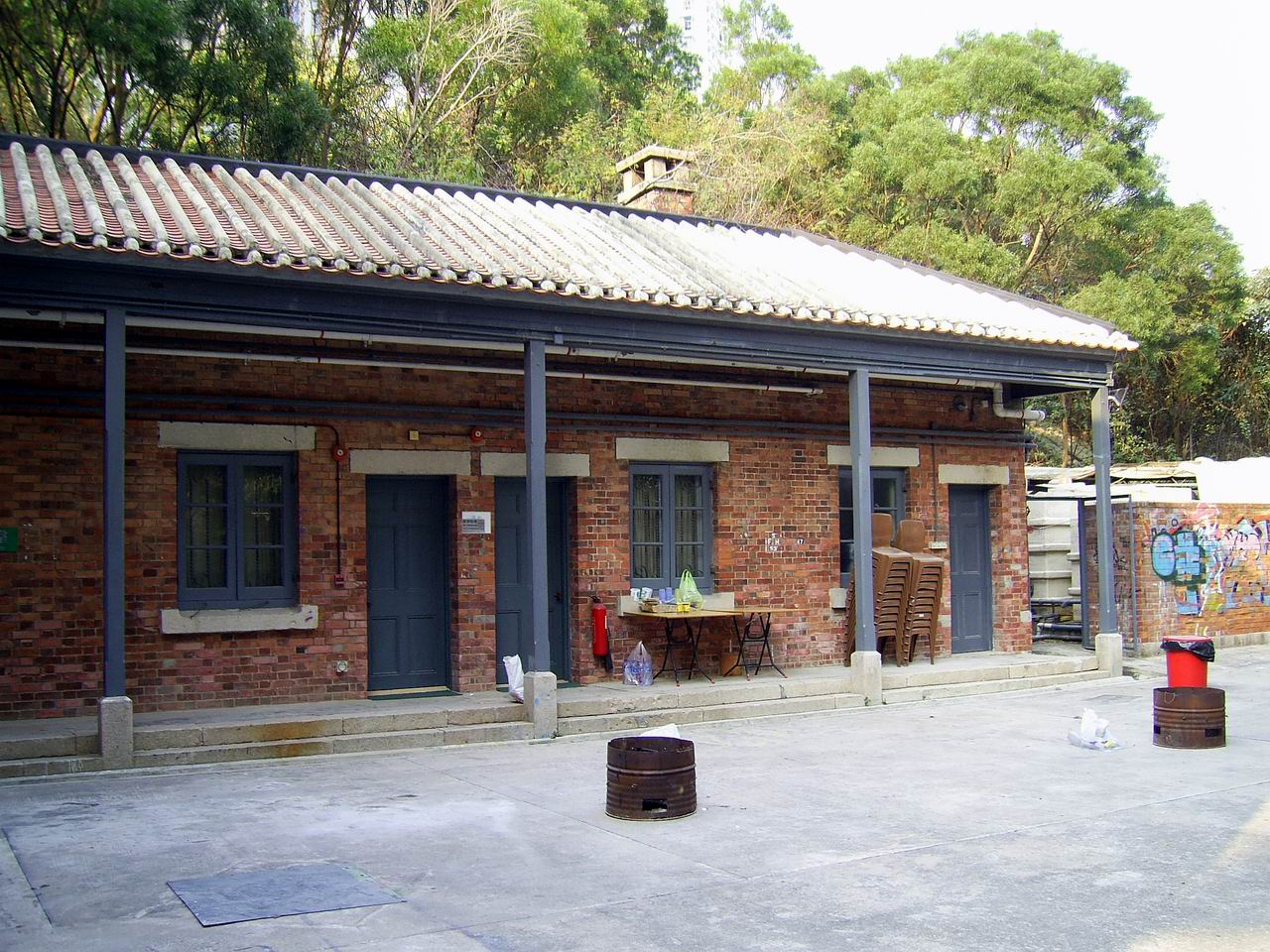
附翼外為燒烤場（現已暫停開放）
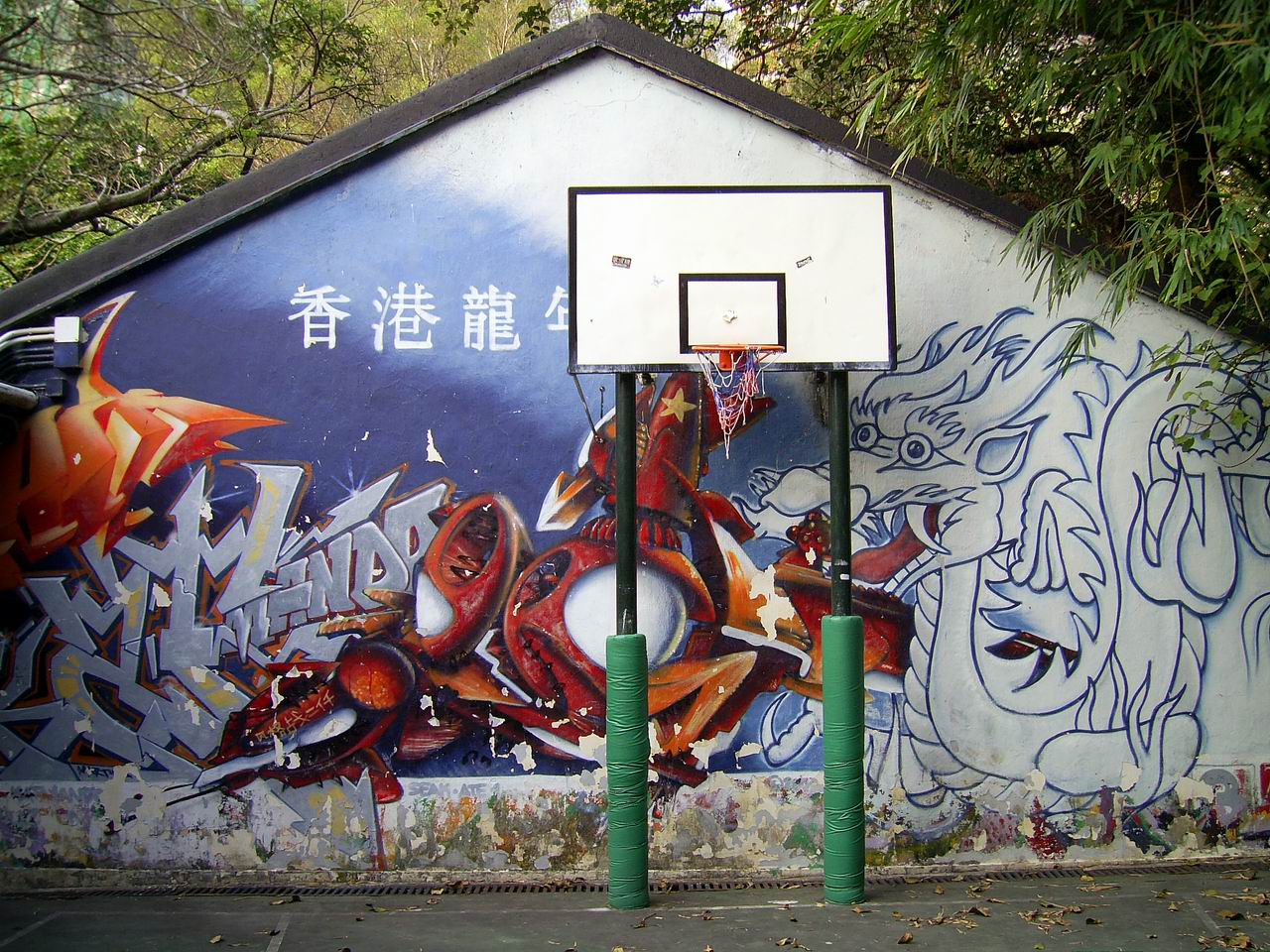
籃球場（現已暫停開放）

## 項目
音樂

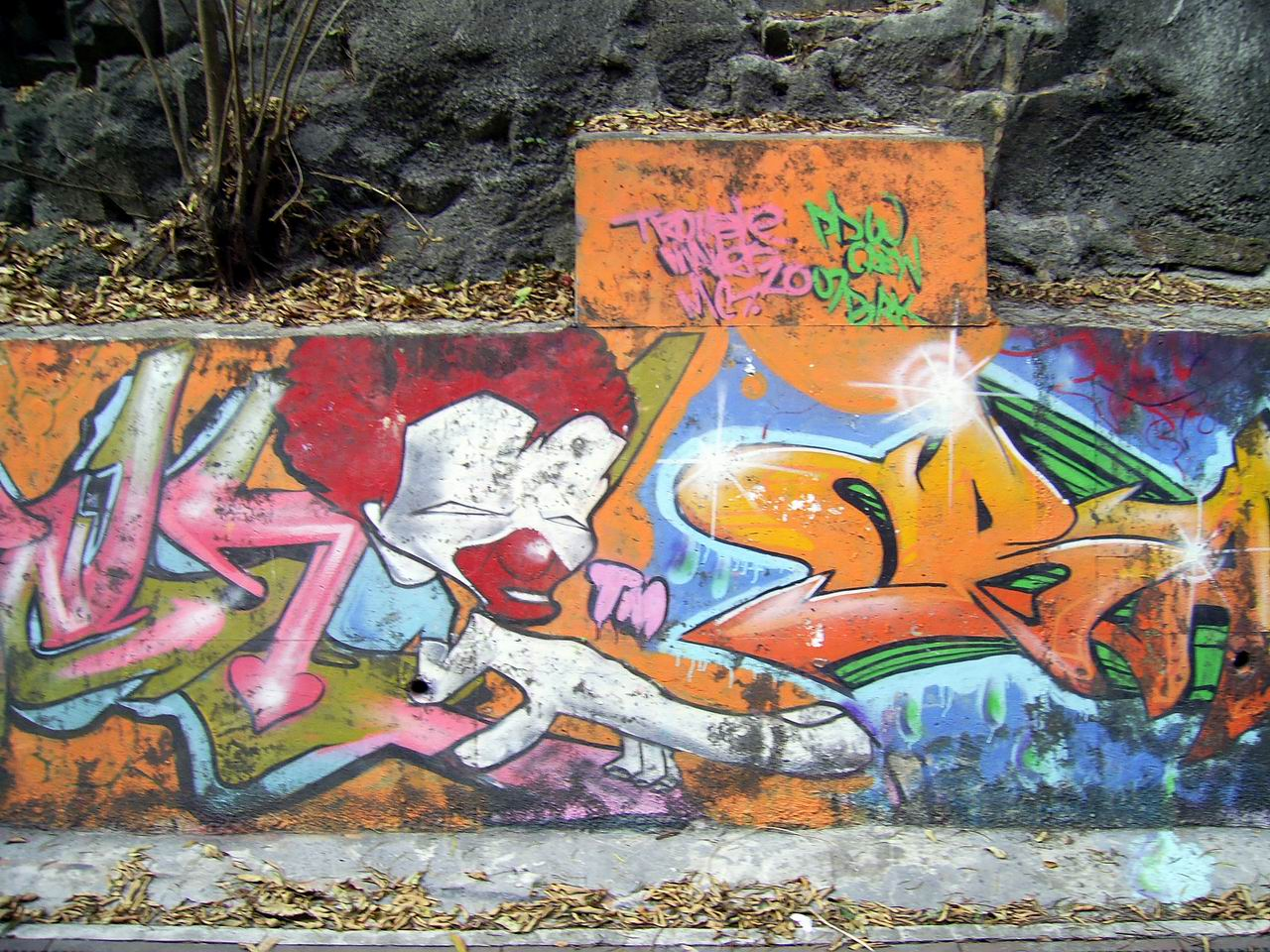
學員塗鴉作品

蒲窩推動香港本地青少年原創音樂發展，定期舉辦鼓班、電子及木結他課程，以及樂隊訓練。由1998年至2017年，每年暑假舉辦名為「全港青少年樂隊比賽」的樂隊比賽。
舞蹈
蒲窩舉辦各種嘻哈舞班，並組織多支青少年舞蹈隊代表蒲窩出席及參加各類型的表演或比賽。
塗鴉
蒲窩舉辦塗鴉班，提供合法及安全的環境讓青少年有系統地學習塗鴉的技巧，並組織兩支塗鴉隊參與社區美化項目。
文物保育
2011年始，蒲窩每年舉辦「愛香港，愛文物」計劃，鼓勵青少年認識香港的歷史文化及文物保育的重要性。
創客空間
蒲窩鼓勵青少年以開放、共享、協作的方式策動動手造項目，以人文工匠的精神貢獻社區。現設有木工房及鐳射切割機供會員使用。
戲劇
蒲窩舉辦各種戲劇台前幕後的工作坊，更支持青少年組織劇社對外公演。由於蒲窩發展方向改變，現時未有開展戲劇項目。
運動
蒲窩舉辦不同種類的體育課程及比賽。由於蒲窩發展方向改變，現時未有開展運動項目。
環境教育
蒲窩於2005年7月在中心內成立「環境資源中心」，成為香港首間青少年中心內的環境教育中心，內設有蝴蝶園、有機耕地及自然教育資訊板。
由於蒲窩發展方向改變，環境資源中心現已暫停開放。

## 2015年
- 蒲窩青年藝術節  （页面存档备份，存于）

## 註腳
1. ↑  .   [2008-06-10]. （原始内容存档于2009-03-27）.
2. ↑  鬧鬼警署變嘩鬼樂園
3. ↑  .   [2008-06-10]. （原始内容存档于2016-03-04）.